# 무라타 히로나
무라타 히로나(일본어: 村田寛奈, 1996년 12월 29일 ~ )는 일본의 아이돌이다.

## 경력
- 2003년 2월, 오사카에 있는 소에이 「STS DANCE school」에 입소. 초기「페토라키즈」맴버.
- 2006년 12월,「avex audition 2006」에 합격. 2008년 6월에 퇴사 후, 오디션을 합격하면서, 지방 간사이의 라이브 하우스에 월 2~3회 출연했다.
- 2010년 5월, 오사카에 있는 ORC200 제14회 보컬 퀸 콘테스트 (2010년)에서 특별상을 수상했다. (요시이 카나에는 전년의 그랑프리 수상자). 가희 라이브에도 출연.
- 2010년 7월,「신생 9nine 오디션」에 합격해서, 요시이 카나에[1]와 같이 9nine에 가입. 같은 해 12월 1일에 「Cross Over」로 CD 데뷔.
- 2011년 효고현에서 상경.

## 출연

### 잡지
- BOMB 2012년 4월호
- an・an 2012년 2월 22일
- 주간플레이보이 2012년 2월 20일
- TV스테이션 2012년 1호
- 피치레몬 2011년 10월호-귀여운 잡지이다.
- Hanachu 2010년12월호

### TV
- 네기★스포 네기 걸11호 (2012년 3월 11일, 4월8일, 7월 1일）
- 뭐든지 세계 랭킹 네프&여동생의 세계순위 （2012년 6월 22일）
- 하오하오!강시 걸〜도쿄 전시대 전기〜 （2012년 10월 12일 ~ 12월, 테레비도쿄） - 무라타 히로나 역

### CM
- 오리온（2003년 2월）

### 카탈로그
- 한신 백화점포스터 모델（2004년）
- 홋타 팜플렛 모델（2005년）

### 사진전
- J:COM presents 에반게리온×미소녀 사진전-Girls Collection of EVANGELION-（2012년 개최）